# Porajmos
Porajmos (romsky: [ˈpɔʁmɔs]) (také porrajmos nebo pharrajimos, doslovně ztrávení nebo zničení v některých dialektech romštiny, romský holokaust) byl pokus nacistického Německa, Nezávislého státu Chorvatsko, Horthyho Maďarska a jejich spojenců[ujasnit] o vyhlazení Romů a Sintů v Evropě během druhé světové války. Pod Hitlerovou vládou byli Romové spolu s Židy definováni jako „nepřátelé rasově čistého státu“ podle Norimberských zákonů; obě skupiny byly postiženy stejnou politikou a perzekucemi, které vyvrcholily téměř totálním vyhlazením obou skupin v zemích okupovaných nacisty.
Odhady počtu obětí z řad Romů se pohybují od 220 000 do 1 500 000. Podle Iana Hancocka, ředitele Programu romských studii na Texaské univerzitě v Austinu, zde existují tendence podhodnocovat skutečné počty obětí. Sumarizoval, že téměř celá romská populace byla zabita v Chorvatsku, Estonsku, Litvě, Lucembursku a Nizozemsku. Rudolph Rummel, emeritní profesor politologie na Havajské univerzitě odhaduje, že v nacistickém Německu muselo zemřít 258 000 Romů, 36 000 v Rumunsku za vlády Iona Antonescu a 27 000 v ustašovském Chorvatsku.
Západní Německo formálně uznalo genocidu Romů v roce 1982.

## Etymologie
Termín zavedl lingvista Ian Hancock v 90. letech a nikdy nebyl samotnými Romy přijat. Pojem porajmos vychází z kořene slova porrav- , které má v romštině negativní konotace. O rozšíření pojmu v souvislosti s perzekucí Romů za války se zasloužili zejména neromští aktivisti a badatelé.(vývoj a ne/přijetí pojmu "porajmos" zejm. v československém kontextu zpracovala R. Berkyová ) K popisu se doporučuje[zdroj⁠?!] namísto pojmu porajmos užívat nezatíženého a nekontroverzního pojmu: romský holokaust.

## Protektorát Čechy a Morava

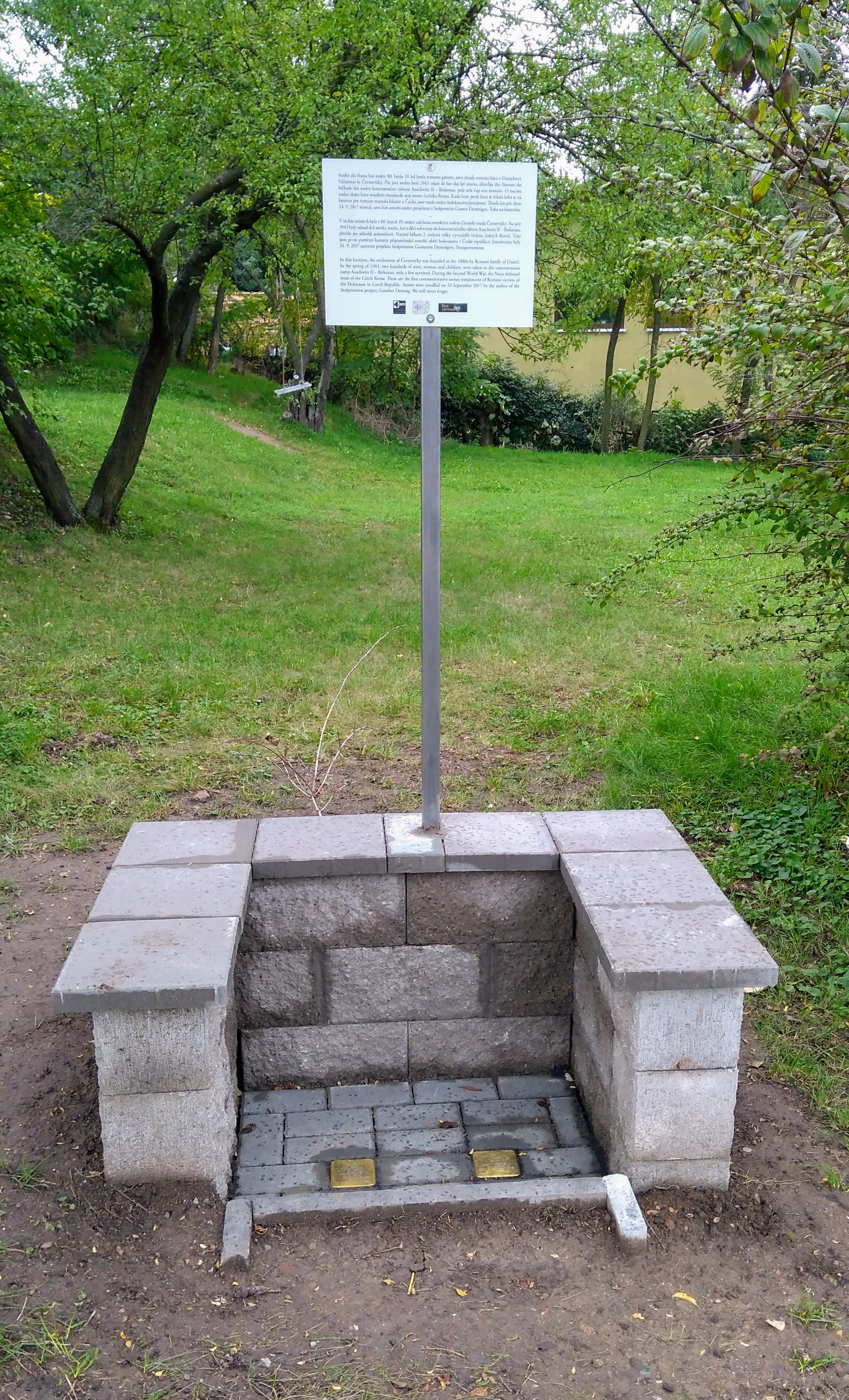
Stolpersteine Brno Černovičky

Od počátku války probíhal romský holokaust také na území nacisty zřízeného Protektorátu Čechy a Morava. 10. července 1942 vydal velitel protektorátní neuniformované policie nařízení o soupisu Cikánů. Dosavadní kárné pracovní tábory byly změněny na „cikánské sběrné tábory“. Na konci roku 1942 bylo vydáno prováděcí nařízení o deportacích romského obyvatelstva do židovského a cikánského tábora Auschwitz, konkrétně do části tábora Auschwitz II Birkenau.
2. srpna 1944 byl cikánský tábor v Auschwitz nacisty zrušen a asi 4 200 - 4 300 Romů bylo usmrceno v plynových komorách. Zhruba 1 700 práceschopných Romů bylo před tím přemístěno do jiných koncentračních táborů. Internací v táboře v Letech prošlo celkem 1 309 registrovaných osob, dalších 1 396 osob prošlo táborem v Hodoníně u Kunštátu. V táboře v Letech zemřelo nejméně 326 osob, v Hodonínku 207, z toho část v důsledku tyfové epidemie.

## Na Slovensku
Na území Slovenského státu začaly hromadné deportace Romů až po porážce Slovenského národního povstání, kterého se účastnili také romští partyzáni, a po obsazení Slovenska německým vojskem v roce 1944.

## Památný den romského holokaustu
V noci z 2. na 3. srpna 1944 nacisté zlikvidovali tzv. cikánský rodinný tábor, součást koncentračního tábora Auschwitz–Birkenau. Více než čtyři tisíce Romů a Sintů z tábora bylo přes noc zavražděno. Na základě této události je připomínán 2. srpen jako Památný den romského holokaustu.